# Echzell
Echzell é um município da Alemanha, situado no distrito de Wetterau, no estado de Hesse. Tem 37,61 km² de área, e sua população em 2019 foi estimada em 5.781 habitantes.